# Selenaria verconis
Selenaria verconis är en mossdjursart som beskrevs av Parker och Cook 1994. Selenaria verconis ingår i släktet Selenaria och familjen Selenariidae. Inga underarter finns listade i Catalogue of Life.